# Meret Becker
Meret Becker (Brema, 15 gennaio 1969) è un'attrice e cantante tedesca.

## Biografia
È figlia d'arte: i suoi genitori sono infatti gli attori Monika Hansen e Rolf Becker. Insieme al fratello Ben Becker, è cresciuta a Berlino con la madre e il patrigno Otto Sander.
Nel 1996 si è sposata con il musicista Alexander Hacke, componente del gruppo Einstürzende Neubauten. I due si sono separati nel 2000, divorziando due anni dopo.  Successivamente ha partecipato alla realizzazione dell'album Ende Neu degli Einstürzende Neubauten uscito nel 1996; nello stesso anno ha anche pubblicato il suo primo album di debutto dal titolo Noctambule.
Nel 1993 è apparsa nel videoclip della canzone degli U2 Stay (Faraway, So Close!).
Nel 2005 è stata diretta da Steven Spielberg nel film Munich.

## Filmografia parziale

### Cinema
- Allein unter Frauen, regia di Sönke Wortmann (1991)
- Happy Birthday, Detective! (Happy Birthday, Türke!), regia di Doris Dörrie (1992)
- Kleine Haie, regia di Sönke Wortmann (1992)
- The Innocent, regia di John Schlesinger (1993)
- Falsa identità (Die Sieger), regia di Dominik Graf (1994)
- La promessa (Das Versprechen), regia di Margarethe von Trotta (1994)
- Killer Condom (Kondom des Grauens), regia di Martin Walz (1996)
- Rossini, regia di Helmut Dietl (1997)
- Das Leben ist eine Baustelle., regia di Wolfgang Becker (1997)
- Comedian Harmonists, regia di Joseph Vilsmaier (1997)
- Angeli del west (Painted Angels), regia di Jon Sanders (1998)
- Pünktchen und Anton, regia di Caroline Link (1999)
- Der Einstein des Sex, regia di Rosa von Praunheim (1999)
- Poem - Ich setzte den Fuß in die Luft und sie trug, regia di Ralf Schmerberg (2003)
- 3° kälter, regia di Florian Hoffmeister (2005)
- Polly Blue Eyes, regia di Tomy Wigand (2005)
- Munich, regia di Steven Spielberg (2005)
- Komm näher, regia di Vanessa Jopp (2006)
- Mein Führer - La veramente vera verità su Adolf Hitler (Mein Führer - Die wirklich wahrste Wahrheit über Adolf Hitler), regia di Dani Levy (2007)
- Meine schöne Bescherung, regia di Vanessa Jopp (2007)
- Boxhagener Platz, regia di Matti Geschonneck (2010)
- Das Leben ist zu lang, regia di Dani Levy (2010)
- Kokowääh, regia di Til Schweiger e Torsten Künstler (2011)
- Fliegende Fische müssen ins Meer, regia di Güzin Kar (2011)
- Quellen des Lebens, regia di Oskar Roehler (2013)
- Feuchtgebiete, regia di David Wnendt (2013)
- Der Geschmack von Apfelkernen, regia di Vivian Naefe (2013)
- Liliane Susewind - Ein tierisches Abenteuer, regia di Joachim Masannek (2018)
- Windstorm 4 - Il vento sta cambiando (Ostwind - Aris Ankunft), regia di Theresa von Eltz (2019)
- Fabian - Going to the Dogs (Fabian oder Der Gang vor die Hunde), regia di Dominik Graf (2021)

### Televisione
- Auf Achse - serie TV, 7 episodi (1992)
- Das Gelbe vom Ei - film TV (1999)
- Il furto del tesoro - miniserie TV, 2 episodi (2000)
- Die Lehrerin - film TV (2011)
- Die kleine Meerjungfrau - film TV (2013)
- Tatort - serie TV, 16 episodi (2013-2022)
- Babylon Berlin - serie TV, 24 episodi (2019-2022)
- Die Wespe - miniserie TV, 6 episodi (2022)
- Das Signal - Segreti dallo spazio (Das Signal) - miniserie TV, 4 episodi (2024)

## Discografia
- 1996 - Noctambule
- 1998 - Nachtmahr
- 2001 - Fragiles
- 2005 - Pipermint - Das Leben, möglicherweise OST
- 2014 - Deins & Done